# 巴杜勒區
巴杜勒區是斯里蘭卡烏沃省的一個區。面積2,818平方公里。2001年人口779,983人。首府巴杜勒。